# Pablo Zeballos
Pablo Daniel Zeballos Ocampos  (* 4. März 1986 in Vallemí) ist ein ehemaliger paraguayischer Fußballspieler. Seine bevorzugte Position war der Sturm.

## Karriere

### Verein
Zeballos begann seine Karriere bei Club Sol de América, wo er ab 2005 zum Profikader gehörte. Von Juli bis Dezember 2006 wurde er an den bolivianischen Verein Oriente Petrolero verliehen. Nachdem er in der Saison 2007 wieder für Club Sol de América gespielt hatte, wechselte er im Januar 2008 zum mexikanischen Verein CD Cruz Azul. Dort spielte er zwei Jahre lang in der Primera División, bevor er für eine Saison an den Club Cerro Porteño ausgeliehen wurde. Nach Ablauf der Leihe wurde er vom Club Olimpia fest verpflichtet. Es folgten die Stationen Krylja Sowetow Samara, CS Emelec, Botafogo FR, Atlético Nacional sowie Leihen zu Olimpia und Cerro Porteño. Im Sommer 2016 folgte der Wechsel in die Qatar Stars League zu al-Wakrah SC auf Leihbasis. Er kehrte aber bereits zum Jahresende wieder zurück und spielte bis zu seinem Karriereende 2022 nur noch für Klubs in seiner Heimat und in Bolivien.

### Nationalmannschaft
Zeballos debütierte am 6. Februar 2008 in der paraguayischen Nationalmannschaft, als er beim Spiel gegen Honduras eingewechselt wurde. Mit Paraguay nahm er an der Copa América 2011 teil, wo er den zweiten Platz erreichte. Zeballos kam in einem Gruppenspiel und im Finale zum Einsatz.